# Ajtos (gmina)
Ajtos (bułg. Община Айтос) – gmina we wschodniej Bułgarii, w obwodzie Burgas.

## Miejscowości
Miejscowości wchodzące w skład gminy Ajtos:
- Ajtos (bułg. Aйтос) – stolica gminy,
- Czerna mogiła (bułg. Черна могила),
- Czernograd (bułg. Черноград),
- Czukarka (bułg. Чукарка),
- Drjankowec (bułg. Дрянковец),
- Karageorgiewo (bułg. Карагеоргиево),
- Karanowo (bułg. Караново),
- Laskowo (bułg. Лясково),
- Małka polana (bułg. Малка поляна),
- Myglen (bułg. Мъглен),
- Pesztersko (bułg. Пещерско),
- Pirne (bułg. Пирне),
- Polanowo (bułg. Поляново),
- Raklinowo (bułg. Раклиново),
- Sydiewo (bułg. Съдиево),
- Topolica (bułg. Тополица),
- Zetjowo (bułg. Зетьово).